# 賈賈爾姆

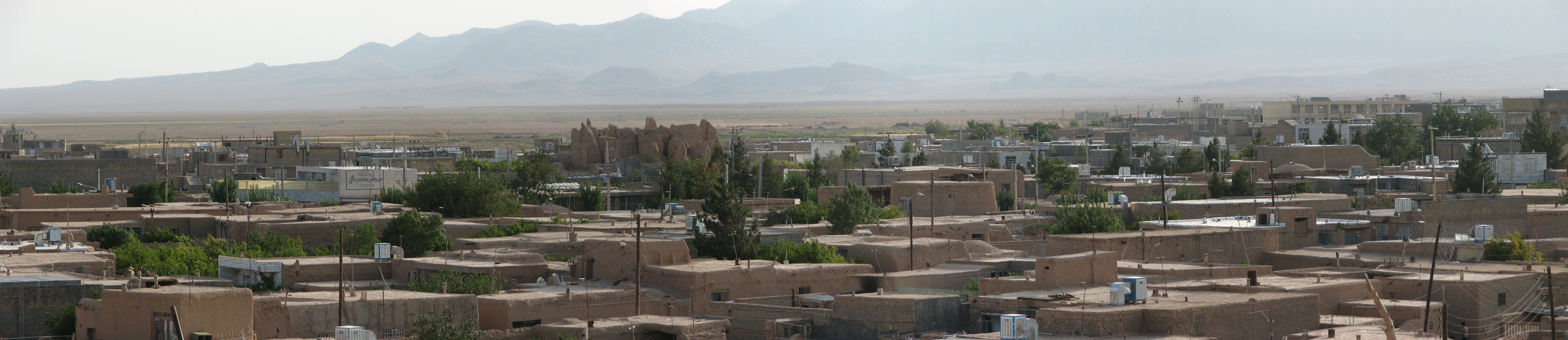

賈賈爾姆是伊朗的城市，位於該國東北部，由北呼羅珊省負責管轄，海拔高度943米，該市有多處鋁土礦，是瀕危物種亞洲獵豹的棲息地，2010年人口55,970。